# Surin, Vienne

Surin este o comună în departamentul Vienne, Franța. În 2009 avea o populație de 133 de locuitori.